# Shakespeare in Love
Shakespeare in Love ist ein US-amerikanisch-britischer Liebesfilm von John Madden aus dem Jahr 1998. Erzählt wird eine fiktive Liebesgeschichte zwischen William Shakespeare und einer jungen Adligen, die den englischen Dramatiker zu seiner berühmten Tragödie Romeo und Julia inspiriert. In den Hauptrollen sind Joseph Fiennes und Gwyneth Paltrow zu sehen. Der Film erhielt sehr positive Kritiken und war an den Kinokassen mit Einnahmen von mehr als 289 Millionen Dollar der weltweit 9. erfolgreichste Film des Jahres. Er wurde neben zahlreichen anderen Preisen mit sieben Oscars ausgezeichnet, unter anderem in den Kategorien Bester Film, Bestes Originaldrehbuch und Beste Hauptdarstellerin. Ein auf dem Drehbuch basierendes Theaterstück wurde erstmals 2014 in London aufgeführt.

## Handlung
London 1593: Philip Henslowe, Besitzer des Rose Theatres, hat Schulden bei dem Geldverleiher Hugh Fennyman. Um sie abzubezahlen, will er ein neues Stück von William Shakespeare auf die Bühne bringen: Romeo und Ethel, die Piratentochter. Shakespeare, ein junger Stückeschreiber, hat jedoch im Moment weder Geld noch Inspiration, um das als Komödie angedachte Stück zu schreiben, das er noch dazu auch Henslowes Rivalen Richard Burbage, dem Besitzer des Curtain Theatres, versprochen hat. Er hofft, in Rosaline, der Geliebten von Burbage, eine neue Muse zu finden und so seine Schreibblockade zu beenden, wird jedoch schon bald enttäuscht, als er sie im Bett mit dem Oberhofzensor Edmund Tilney vorfindet. Von Christopher Marlowe, seinem berühmten Konkurrenten, erhält er schließlich erste Ratschläge, wie sein Stück beginnen könnte.
Beim Vorsprechen für die Rolle des Romeo fällt Shakespeare ein junger Darsteller namens Thomas Kent auf. Von dessen Talent begeistert, will ihn Shakespeare näher in Augenschein nehmen, doch flüchtet dieser über die Themse in ein vornehmes Herrenhaus. Als dort am gleichen Abend ein Fest stattfindet, schleicht sich Shakespeare hinein und verliebt sich auf den ersten Blick in Viola De Lesseps, die Tochter des Hauses. Viola soll jedoch Lord Wessex heiraten, dem durch eine Heirat eine hohe Mitgift winkt. Als Shakespeare innig mit Viola tanzt, nimmt ihn Wessex beiseite und macht ihm unter Drohungen klar, dass Viola ihm gehöre und Shakespeare die Finger von ihr lassen solle. Von Wessex nach seinem Namen befragt, nennt Shakespeare den erstbesten, der ihm in den Sinn kommt: Christopher Marlowe.
Von seiner Liebe zu Viola inspiriert, kommt Shakespeare mit seiner Arbeit am neuen Stück schnell voran, und erste Proben beginnen. Thomas Kent erhält die Rolle des Romeo; der junge, feminin wirkende Schauspieler Sam die seiner Geliebten. Der von sich sehr überzeugte Schauspieler Ned Alleyn wiederum willigt nach seinem Eintreffen mit den Admiral’s Men ein, die Rolle des Mercutio zu spielen, die, wie ihn Shakespeare Glauben macht, die titelgebende Hauptrolle sei. Als Shakespeare die als Thomas verkleidete Viola auf einem Boot nach Hause begleitet und sie ihn küsst, erfährt er schließlich, dass es sich bei Thomas Kent und Viola um ein und dieselbe Person handelt. Sie verbringen die darauffolgende Nacht miteinander und treffen sich fortan regelmäßig, wobei sie von Violas Amme gedeckt werden.
Bei einer Festlichkeit am Hof von Königin Elizabeth erhält Wessex deren Erlaubnis, Viola heiraten zu dürfen. Die Königin prophezeit ihm jedoch, er werde seine Frau eines Tages an das Theater verlieren und möge sie dann dort suchen. Aus dem Publikum heraus schlägt Shakespeare, der sich als Violas Anstandsdame ausgibt, einen Einsatz von 50 Pfund für eine Wette vor, auf dass es gelänge, das wahre Wesen der Liebe in einem Theaterstück abbilden zu können. Elizabeth erklärt sich zur Wettrichterin und Wessex geht die Wette notgedrungen ein.
Als Viola beim Feiern mit der Theatertruppe erfährt, dass Shakespeare in seiner Heimatstadt Stratford-upon-Avon bereits verheiratet ist, flüchtet sie entsetzt. Am nächsten Morgen, auf dem Weg zum Gottesdienst, berichtet Lord Wessex Viola mit Genugtuung, dass der Schauspieler, den er für ihren Liebhaber hielt, in einer Schenke erstochen worden sei. Im Glauben, Shakespeare sei tot, ist Viola überglücklich, als sie ihn unversehrt in der Kirche wiedersieht. Nicht Shakespeare, sondern Christopher Marlowe war getötet worden. In der Annahme, Wessex habe Marlowe aufgrund seiner falschen Angaben aus Eifersucht ermorden lassen, wird Shakespeare von heftigen Schuldgefühlen geplagt. Erst später erfährt er, dass Marlowes Tod aus einem Streit um die Zeche in einem Gasthaus hervorging.
Als herauskommt, dass Thomas Kent in Wirklichkeit eine Frau ist, lässt der Oberhofzensor Tilney das Rose Theatre schließen – denn Frauen ist es der Züchtigkeit wegen verboten, auf der Bühne zu stehen. Henslowes Konkurrent Burbage bietet daraufhin an, das Stück in seinem Theater aufzuführen, um das Schauspielgewerbe der Stadt gegen diesen Akt der Obrigkeit zu verteidigen. Nach ihrer Heirat mit Wessex erfährt Viola, dass das Stück, das inzwischen Romeo und Julia heißt und nicht mehr komisch, sondern tragisch endet, nun doch mit Shakespeare als Romeo aufgeführt werden soll. Kurz bevor das Stück beginnt, kommt der junge Sam in den Stimmbruch und kann so die Rolle der Julia nicht mehr glaubwürdig darstellen. Viola, die ihrem Gatten entflohen ist, um der Premiere beizuwohnen, springt kurzerhand für Sam ein. Shakespeare, der niedergeschlagen und in Erwartung einer Niederlage seine Rolle spielen muss, entdeckt Viola. Beide spielen ihre Rollen nun so hingebungsvoll, dass das Publikum am Ende ergriffen und heftig applaudiert.
Da Viola erneut auf der Bühne aufgetreten ist, will der Oberhofzensor alle Theaterleute verhaften lassen. Königin Elizabeth, die dem Stück heimlich beigewohnt hat, schreitet jedoch ein und meint, in der Julia einen jungen Mann zu sehen, dessen Verkleidung täuschend echt sei. Schließlich könne es nicht sein, dass die Königin einer verbotenen Aufführung beigewohnt habe. Sie entscheidet zudem die zuvor eingegangene Wette zugunsten Shakespeares und beauftragt den vermeintlichen Thomas Kent, das Geld in die richtigen Hände zu geben. Da selbst sie keine Verbindung vor Gott lösen könne, solle Viola jedoch ihrem rechtmäßigen Ehemann, Lord Wessex, wie nach der Hochzeit geplant, auf dessen Plantagen nach Virginia folgen. Auch trägt die Königin Shakespeare auf, er solle als Nächstes eine Komödie schreiben – frei nach dem Motto „Was ihr wollt“. Viola, die sich schon bald auf den Weg nach Amerika begeben wird, verabschiedet sich von Shakespeare, der über ihren Verlust das Schreiben aufgeben will. Als sie gemeinsam Ideen zur möglichen Handlung der Komödie austauschen, gelingt es Viola, ihm den Entschluss auszureden. Während Shakespeare schließlich an seinem neuen Stück Was ihr wollt schreibt, geht – im Einklang mit seinen Versen – vor der Küste Amerikas ein Schiff unter. Viola, die an Bord war, ist die einzige, die sich ans Ufer rettet.

## Hintergrund

### Produktion

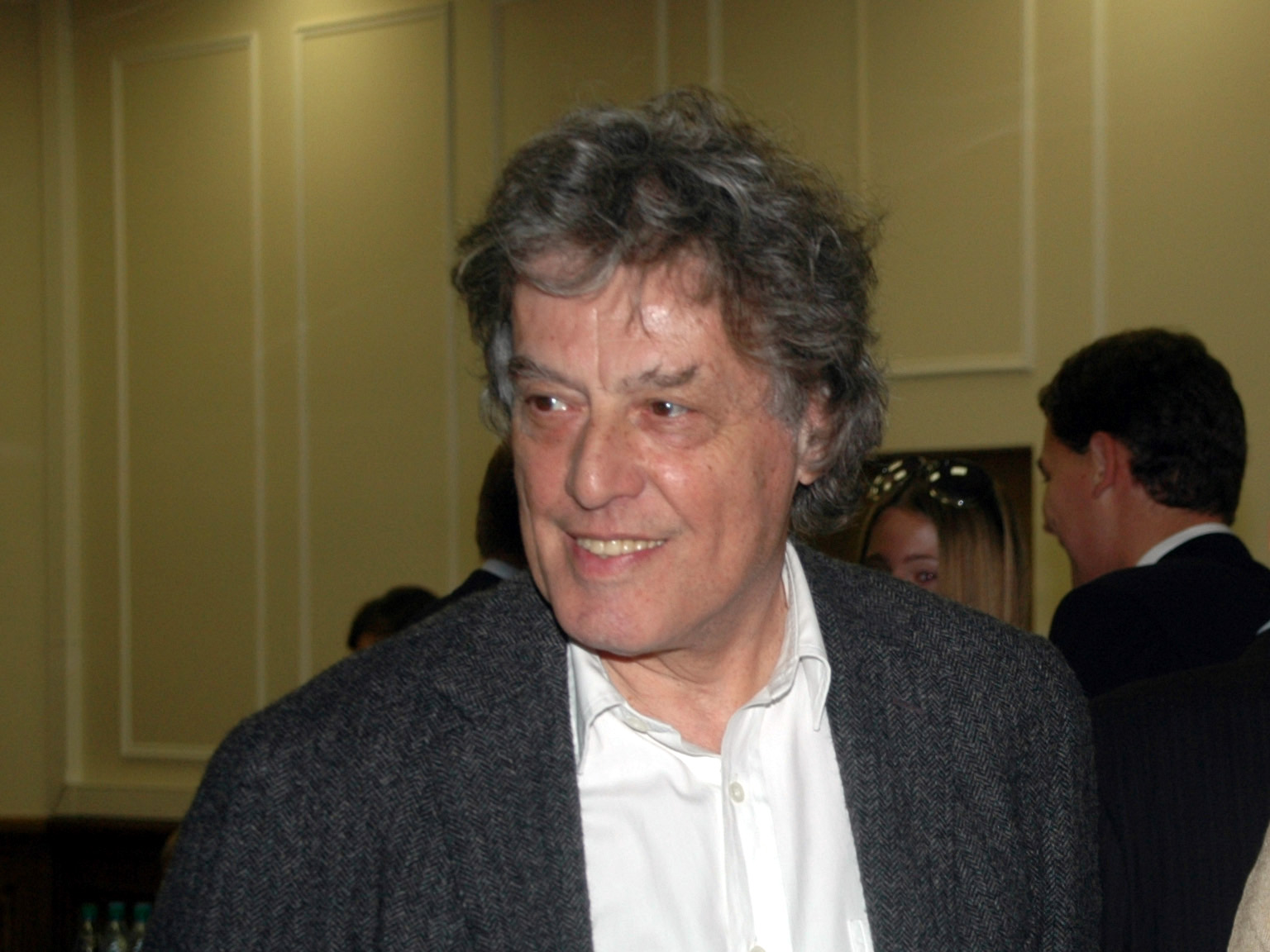
Schrieb das ursprüngliche Drehbuch um: Dramatiker Tom Stoppard (2007)

Die Idee zum Film erhielt der US-amerikanische Drehbuchautor Marc Norman von seinem Sohn, als dieser Ende der 1980er Jahre an der Boston University einen Theaterkurs besuchte. Zusammen mit dem Regisseur Edward Zwick gelang es Norman, das Konzept des Films an Universal Pictures zu verkaufen. Als 1991 ein erstes, aber noch nicht zufriedenstellendes Drehbuch von Norman vorlag, wandte sich das Filmstudio an den britischen Dramatiker und Shakespeare-Kenner Tom Stoppard, der dem Skript den nötigen Schliff verleihen sollte. Im Zuge der Überarbeitung des ursprünglichen Drehbuchs durch Stoppard, der dabei zahlreiche Shakespeare-Zitate und Verweise auf dessen Zeitgenossen einbaute, wurde die ursprünglich als Melodram angelegte Geschichte zur Komödie.
Daraufhin versuchte Edward Zwick mehrere Jahre lang, eine Verfilmung des Stoffs zu realisieren. Julia Roberts sollte ursprünglich die weibliche Hauptrolle übernehmen und die Produktion 1992 beginnen. Für die Rolle des jungen William Shakespeare wollte Roberts unbedingt Daniel Day-Lewis. Als es ihr jedoch nicht gelang, Day-Lewis von der Rolle zu überzeugen, wurde das Projekt vorzeitig abgebrochen.  Zwick fand daraufhin lange Zeit keine Produktionsfirma, die sein Projekt finanzieren wollte und bereit war, Universal Pictures für die bereits getätigten Investitionen 4,5 Millionen Dollar zu zahlen.
Als schließlich die in New York ansässige Produktionsfirma Miramax Interesse am Projekt zeigte, war Roberts anderweitig gebunden und Zwick als Regisseur mit einem anderen Film beschäftigt. Die Regie von Shakespeare in Love übernahm schließlich John Madden, der zuvor das Filmdrama Ihre Majestät Mrs. Brown (1997) mit Judi Dench als Königin Victoria gedreht hatte. Für die Rolle des Shakespeare wurde der Nachwuchsdarsteller Joseph Fiennes verpflichtet, während Gwyneth Paltrow, die seinerzeit bei Miramax unter Vertrag stand, die Rolle der Viola erhielt. Edward Zwick trat letztlich neben Marc Norman als einer von fünf Produzenten in Erscheinung.

### Dreharbeiten

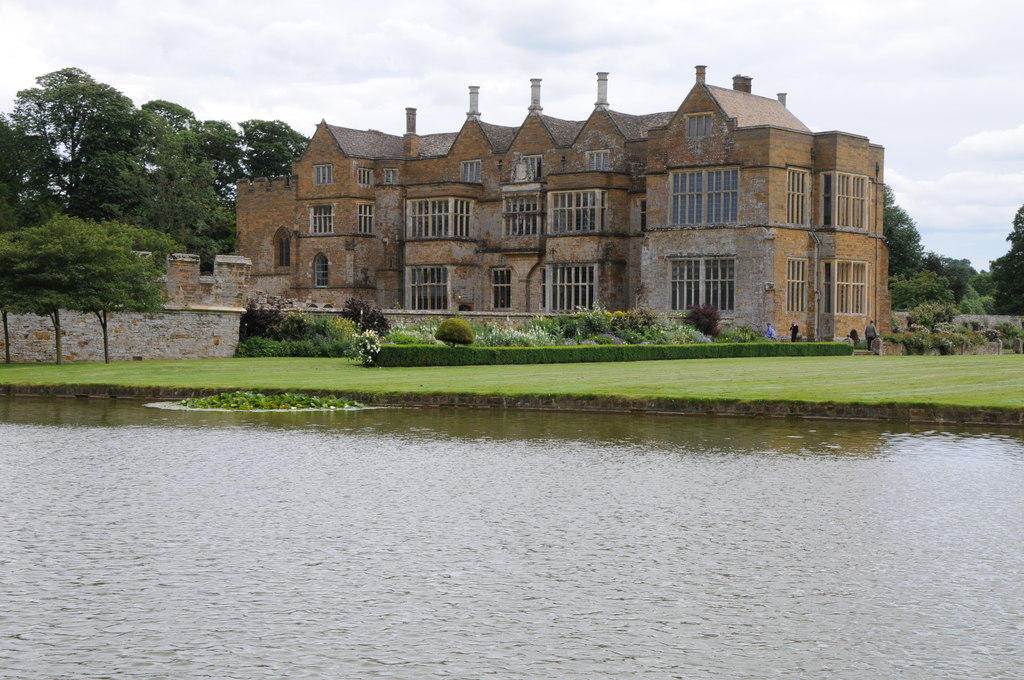
Broughton Castle, im Film das Haus der de Lesseps

Die Dreharbeiten fanden vom 2. März bis 10. Juni 1998 statt. Viele Aufnahmen entstanden in London. Die im Film zu sehende Theateraufführung von Zwei Herren aus Verona am Hof von Königin Elisabeth I. im 1698 bei einem Großbrand zerstörten Palace of Whitehall wurde in der großen Halle von Middle Temple in London inszeniert. Die Flussszenen wurden an der Themse im Londoner Stadtteil Barnes sowie vor Marble Hill House in Richmond upon Thames gedreht. In der Klosterkirche St Bartholomew-the-Great im Londoner Stadtteil Smithfield entstanden die Szenen, in denen Shakespeare nach dem Tod von Christopher Marlowe um Vergebung bittet und ihn Wessex später für einen Geist hält. Weitere Drehorte in London waren Spitalfields und Whitehall in Westminster.

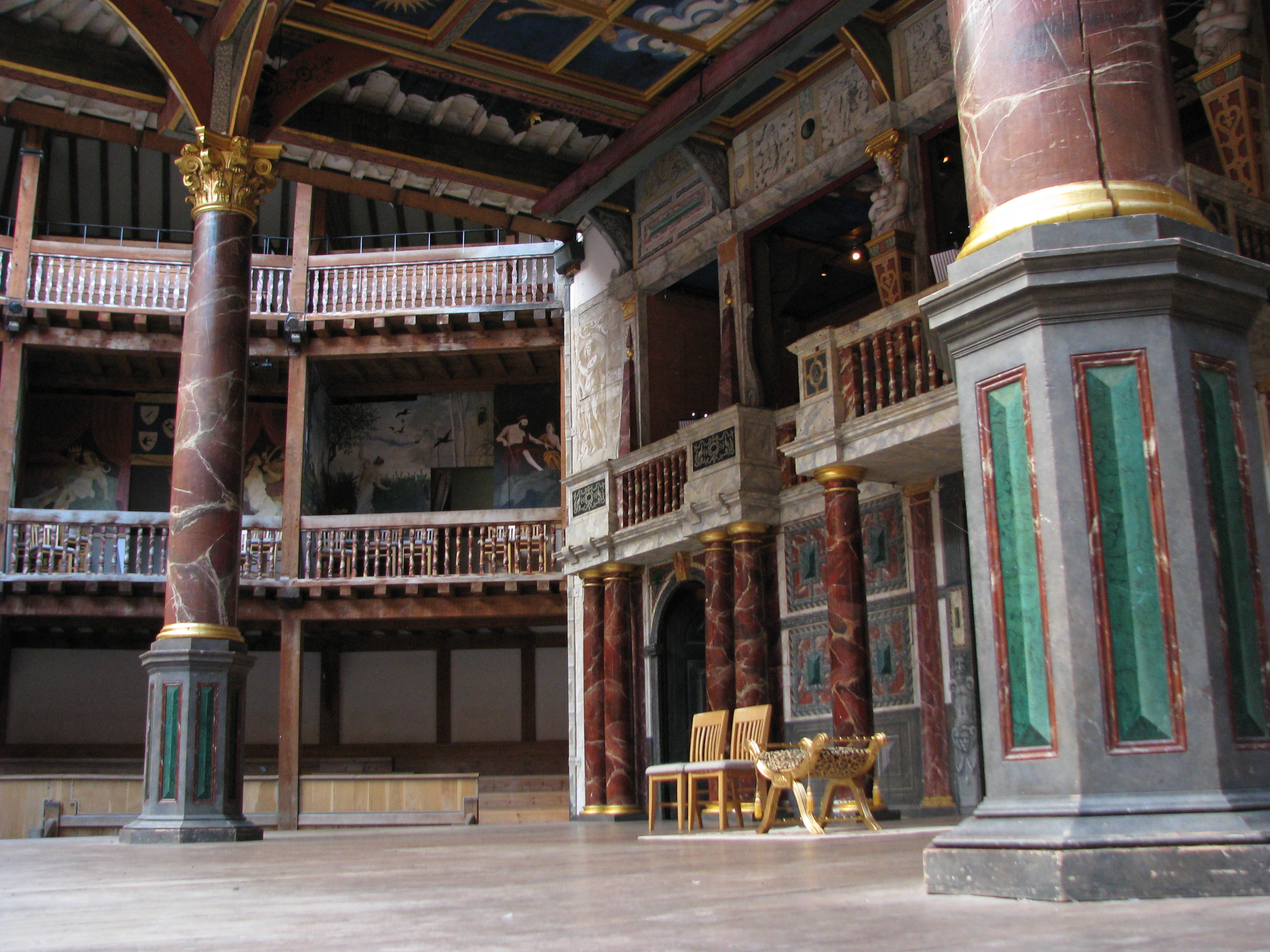
Entgegen verbreiteter Annahme keine Kulisse des Films: das in den 1990ern rekonstruierte Globe Theatre

Als herrschaftliches Anwesen der Familie de Lesseps diente Broughton Castle in Oxfordshire. Die Szene, in der Shakespeare Viola beim Tanz kennenlernt, entstand in der dortigen großen Halle. In einem anderen Saal des Herrenhauses wurde die Szene gedreht, in der Lord Wessex Viola mitteilt, dass er sie heiraten werde. Für die Außenaufnahmen von Violas Schlafzimmer wurde ein hölzerner Balkon an der Gartenseite von Broughton Castle befestigt. Für das Feuerwerk und die Festlichkeiten in Greenwich, bei denen Viola auf die Königin trifft und sich Shakespeare als ihre Anstandsdame ausgibt, wurde Hatfield House in Hertfordshire als Kulisse genutzt. Die Außenaufnahmen der Kirche nach Violas Trauung mit Wessex entstanden im Hof des Eton College in Berkshire. Die letzte Szene, die Viola an der Küste Amerikas zeigt, wurde am Strand, der zum Anwesen der Holkham Hall gehört, an der Nordküste von Norfolk gedreht. Weitere Aufnahmen wurden in den Shepperton Studios vorgenommen.
Das im Film gezeigte Rose Theatre, das 1587 erbaut worden war und Shakespeares erste Stücke aufgeführt hatte, war entgegen verbreiteter Annahme nicht das 1997 nach einer Rekonstruktion wiedereröffnete Globe Theatre. Es handelte sich um Studiokulissen, die eigens für den Film gebaut wurden. Nach den Dreharbeiten wurden sie in die Verantwortung von Judi Dench übertragen, die sie einer Theatertruppe spendete. Die Pläne, daraus ein echtes Theater zu machen, konnten jedoch nicht realisiert werden. Auch beim im Film zu sehenden Curtain Theatre handelte es sich um Studiobauten.

### Historischer Bezug
Außer William Shakespeare und Königin Elizabeth gab es auch einige der Nebenfiguren, wie Philip Henslowe, Ned Alleyn, Edmund Tilney, Richard Burbage, Will Kempe, John Webster, Christopher Marlowe und die Admiral’s Men, tatsächlich. Ebenso existierten die beiden im Film vorkommenden Theaterhäuser Rose Theatre und Curtain Theatre, der Londoner Pestausbruch (1592–1594) und das Verbot, Frauen auf der Bühne spielen zu lassen, weshalb alle weiblichen Rollen seinerzeit von Männern, wie etwa von einem Boy Actor, gespielt wurden.
Die Handlung des Films ist jedoch rein fiktiv und erlaubt sich mehrere künstlerische Freiheiten im Bezug auf seine Figuren und historisch überlieferte Tatsachen. Im Film werden etwa Tabakplantagen der Kolonie Virginia erwähnt, bevor es diese überhaupt gab. Das Haus Wessex, dem in Shakespeare in Love der von Colin Firth gespielte Lord Wessex angehört, war bereits im 12. Jahrhundert ausgestorben. Auch betrat Königin Elizabeth in Wirklichkeit nie ein öffentliches Theater. Die größte Abweichung von der geschichtlichen Überlieferung war jedoch, dass Shakespeare die Handlung von Romeo und Julia (1594) in Wahrheit nicht selbst erfand, sondern lediglich für das Theater adaptierte. Sie basiert auf Arthur Brookes Versbuch The Tragicall Historye of Romeus and Iuliet aus dem Jahr 1562, das wiederum auf dem Stoff italienischer Vorlagen beruht.

## Rezeption

### Veröffentlichung und Nachwirkung
Die Weltpremiere von Shakespeare in Love fand am 3. Dezember 1998 in New York statt. Ab dem 11. Dezember 1998 wurde die Liebeskomödie in den USA zunächst in ausgewählten Kinos gezeigt, bevor sie am 8. Januar 1999 in den allgemeinen US-Verleih ging. In Deutschland wurde der Film erstmals am 14. Februar 1999 auf der Berlinale aufgeführt, wo er am Wettbewerb um den Goldenen Bären teilnahm und Tom Stoppard für das Drehbuch den Silbernen Bären erhielt. Am 4. März 1999 kam der Film in die deutschen Kinos; einen Tag später war er in den Kinos der Schweiz zu sehen. Am 12. März 1999 wurde er in Österreich veröffentlicht. Während er in den USA von der MPAA ein R-Rating und damit eine Freigabe ab 17 Jahren erhielt, wurde er in Deutschland ab sechs Jahren freigegeben.
Die Kritiken zum Film fielen überaus positiv aus. Gelobt wurden vor allem das humorvolle Drehbuch und die beiden Hauptdarsteller. Der Film wurde ferner mit zahlreichen Preisen bedacht. In der Kategorie Bester Film konnte er sowohl den Oscar als auch den Golden Globe und den BAFTA gewinnen. Bei insgesamt 13 Nominierungen wurde er mit sieben Oscars ausgezeichnet und übertrumpfte damit den bei der Verleihung als Top-Favoriten gehandelten Kriegsfilm Der Soldat James Ryan von Steven Spielberg. Gwyneth Paltrow konnte sich in der Kategorie Beste Hauptdarstellerin unter anderem gegen Cate Blanchett und Meryl Streep durchsetzen. Judi Dench wurde für ihren etwa acht Minuten währenden Auftritt als Königin Elizabeth in der Kategorie Beste Nebendarstellerin prämiert. Da Cate Blanchett für die Rolle der englischen Monarchin in dem Historiendrama Elizabeth ebenfalls eine Nominierung für den Oscar erhalten hatte, war 1998 das einzige Jahr, in dem zwei Schauspielerinnen für die gleiche Rolle in zwei verschiedenen Filmen für den Oscar nominiert waren.
Shakespeare in Love spielte in den USA rund 100,3 Millionen Dollar ein. Das weltweite Einspielergebnis des Films, dessen Budget 25 Millionen Dollar betrug, lag bei 289,3 Millionen Dollar. In Deutschland lockte der Film 3,3 Millionen Besucher in die Kinos und spielte 19,3 Millionen Euro ein.
Das British Film Institute wählte Shakespeare in Love im Jahr 1999 auf Platz 49 der 100 besten britischen Filme des 20. Jahrhunderts. In der vom American Film Institute zusammengestellten Liste der 100 besten amerikanischen Liebesfilme aller Zeiten belegte der Film Platz 50. Die Deutsche Film- und Medienbewertung (FBW) in Wiesbaden verlieh ihm das Prädikat „Besonders wertvoll“ und ließ in der Begründung unter anderem verlauten: „Meisterlich verbindet der Film die Kunst des englischen Volkstheaters im 16. Jahrhundert mit einer fiktiven Biographie des Dichters Shakespeare. […] Das brillante Drehbuch ist kongenial umgesetzt. In drastisch bunter und humorvoller Manier erzählt der Film von großen Gefühlen, die er als Spiel im Spiel sentimental theatralisch überhöht. Die hervorragenden Darsteller erwecken die Figuren mit kraftvoller, hinreißender Energie zum Leben.“
Im Jahr seiner Erstveröffentlichung erschien bei Miramax Books/Hyperion ein gleichnamiges Begleitbuch, in dem Texte aus Dramen, Liedern und Sonetten, Bilder aus dem Film und eine kurze Biografie Shakespeares veröffentlicht wurden. Die deutsche Übersetzung mit dem Untertitel Die Liebeslyrik William Shakespeares erschien 1999 bei Goldmann. Im September 1999 wurde der Film in Deutschland auf DVD herausgebracht. Im Jahr 2010 folgte die Veröffentlichung auf Blu-ray.
Die Premiere eines gleichnamigen Theaterstücks wurde am 23. Juli 2014 am Noël Coward Theatre in Londons West End gefeiert. Für die Bühnenadaption des von Marc Norman und Tom Stoppard verfassten Drehbuchs war Lee Hall verantwortlich. In Deutschland wurde das Stück erstmals am 20. Juli 2018 bei den Bad Hersfelder Festspielen aufgeführt. Unter der Regie von Antoine Uitdehaag spielten Dennis Herrmann und Natalja Joselewitsch die Hauptrollen. In weiteren Rollen traten Brigitte Grothum, Martin Semmelrogge und Robert Joseph Bartl auf.

### Kritiken
Das Lexikon des internationalen Films sah in Shakespeare in Love eine „[e]benso tempo- wie geistreiche romantische Komödie“. Die großartigen Schauspieler, „ein kongeniales Drehbuch“ und John Maddens „entschlossene“ Regie machten den Film „zu einem fulminanten filmischen Feuerwerk, das als augenzwinkernde Satire auf den Filmbetrieb, aber auch als intelligente Reflexion über den Wirklichkeitsgehalt von Fiktionen gelesen werden kann“. Die Filmzeitschrift Cinema bezeichnete Shakespeare in Love als „eine der schönsten Liebeskomödien“. Unter John Maddens Regie würden „die Funken zwischen […] Gwyneth Paltrow und Joseph Fiennes nur so sprühen“. Wie sehr sich der Verlauf der Liebesgeschichte in Romeo und Julia widerspiegle, sei „der schönste Gag in diesem hinreißenden, historisch frei erfundenen Film“, den nicht einmal Shakespeare hätte besser inszenieren können. Der Film sei zusammengefasst „[s]o schön wie ein verliebter Kuß“.
Susanne Weingarten vom Spiegel fand, dass sich der Film derart „geschickt“ der Werke Shakespeares bediene, dass sein Verlauf und seine Figuren dem englischen Dramatiker höchstpersönlich „keine Schande machen würden“. Weingarten attestierte dem Film einen „deftigen Witz“, der „den Geist des elisabethanischen Theaters [trifft]“, das seinerzeit „mit Schauwert, Glamour, Sex-Appeal und Spektakel“ habe aufwarten müssen, um in London auch die breite Masse zu begeistern. Ebendies habe der Film „zeitgemäß“ auf der Leinwand umgesetzt. Für Ruprecht Skasa-Weiß von der Stuttgarter Zeitung war der Film „ein Kinostück von prächtigem Witz“ und als solches sowohl „ein gefundenes Fressen fürs große Gaffervolk“ als auch „ein feiner Spaß […] für Intimkenner, für die Gelehrten“. Skasa-Weiß lobte vor allem Tom Stoppards Mitwirkung am Drehbuch, das in seiner Liebesgeschichte das „Gestern und Heute, Leben und Werk, Dichtung und Halbwahrheit pfiffig verschränkt“ und „eine feine, epochenkennerhaft ersonnene ‚Variante‘“ von Shakespeares nur wenig überliefertem Leben biete.
Anthony Quinn vom Independent konstatierte, dass der Film vielleicht nicht historisch korrekt sei, dies aber im Bezug auf das wenige Wissen zu Shakespeares Biografie nicht von Bedeutung sei und die Macher des Films in ihrer Arbeit vielmehr „befreit“ habe. Besonders „kühn“ und „genial“ sei der Film, wenn die Liebesszenen zwischen Shakespeare und Viola mit den Theaterproben zu Romeo und Julia verschmelzen würden. Quinn wies auch auf eindeutige Parallelen des Films zu Hollywood hin, dass etwa Frauen auch heute noch von guten Rollen ausgeschlossen würden, und lobte ferner die Besetzung des Amerikaners Ben Affleck als egozentrischen Star-Schauspieler. Es seien jedoch Fiennes und Paltrow, die die Zuschauer begeistern könnten. Fiennes sei von einer „sehr poetischen Intensität und unbekümmerten Athletik“. Paltrow wiederum besitze „eine verführerische, wenn nicht sogar erotische Präsenz“.
Jonathan Romney vom Guardian war von Shakespeare in Love hingegen nicht besonders angetan. Der Film sei zwar mit seinen Insider-Witzen für Shakespeare-Kenner „außergewöhnlich clever“ gemacht, aber am Ende keine überzeugende Komödie, sondern vielmehr ein „rundherum massenkompatibles Kostümdrama“. Die beiden Hauptdarsteller könnten „immerhin“ einen „beachtlichen Charme“ vorweisen. Dem Time Out Film Guide zufolge sei Fiennes als Schauspieler „endlich wirklich überzeugend“. Paltrow und Affleck könnten sich neben ihm behaupten, während sich auch der Rest der Besetzung „nahtlos“ einfüge. Tom Stoppard habe ein „geistreiches, intelligentes Skript“ abgeliefert, das „sehr zufriedenstellend“ sei und „mühelos“ den Film als „Lustspiel, einfallsreiche Filmbiografie und Romeo-und-Julia-Adaption“ in einem mit „seinem Sinn für clevere Wortspiele“ verbinde.
In den Augen von Lael Loewenstein von Variety war Regisseur John Madden mit dem Film das gelungen, was schon Baz Luhrmann mit seiner Romeo-und-Julia-Adaption bei Jugendlichen erreicht habe: „Shakespeare für ein modernes Publikum zugänglich, unterhaltsam und amüsant zu machen“. Der Film sei „die Art von künstlerischem Kleinod“, die auch ein breites Publikum anspreche. Die Liebesgeschichte und ihr Spiel mit umgekehrten Geschlechterrollen wäre ohne „die leidenschaftlichen Darbietungen“ der beiden Hauptdarsteller „weder möglich noch glaubhaft“ gewesen. Paltrow sei von „einer Leuchtkraft, die Viola unwiderstehlich macht“ und könne auch als verkleideter Thomas Kent überzeugen. Fiennes wiederum verleihe seiner Rolle „eine liebenswürdige Menschlickeit und einen romantischen Zauber“, was ihn neben „seinem guten Aussehen“ zur Idealbesetzung mache. Der Rest des Ensembles sei schlicht „ein Traum“. Auch aus technischer Sicht sei der Film in allen Belangen „herausragend“.
Für Janet Maslin von der New York Times war der Film „eine berauschend zauberhafte Liebesgeschichte“, in die Shakespeares Sprache und Emotionalität „geistreich“ eingewoben sei. Gwyneth Paltrow habe die Rolle der Viola „so atemberaubend“ gespielt, dass sie als Shakespeares Inspirationsquelle für zeitlose Liebesgedichte „absolut glaubhaft“ sei. Auch die Nebendarsteller seien „großartig“, wie etwa Colin Firth als „perfekter Mr. Wrong“ und Judi Dench als „scharfsinnige, einschüchternde Elizabeth“. Letztere sei neben den Kostümen von Sandy Powell „eines der größten Highlights des Films“. Roger Ebert von der Chicago Sun-Times gab dem Film vier von vier Sternen und bescheinigte ihm einen „modern anmutenden Humor“, der ihn wie einen „Wettbewerb“ zwischen der seriösen Fernsehreihe Masterpiece Theatre und Mel Brooks erscheinen lasse. Die Handlung sei „auf geniale Weise“ ganz im Stil von Shakespeare.

### Auszeichnungen (Auswahl)
Oscar 1999
Gewonnen:
- Bester Film

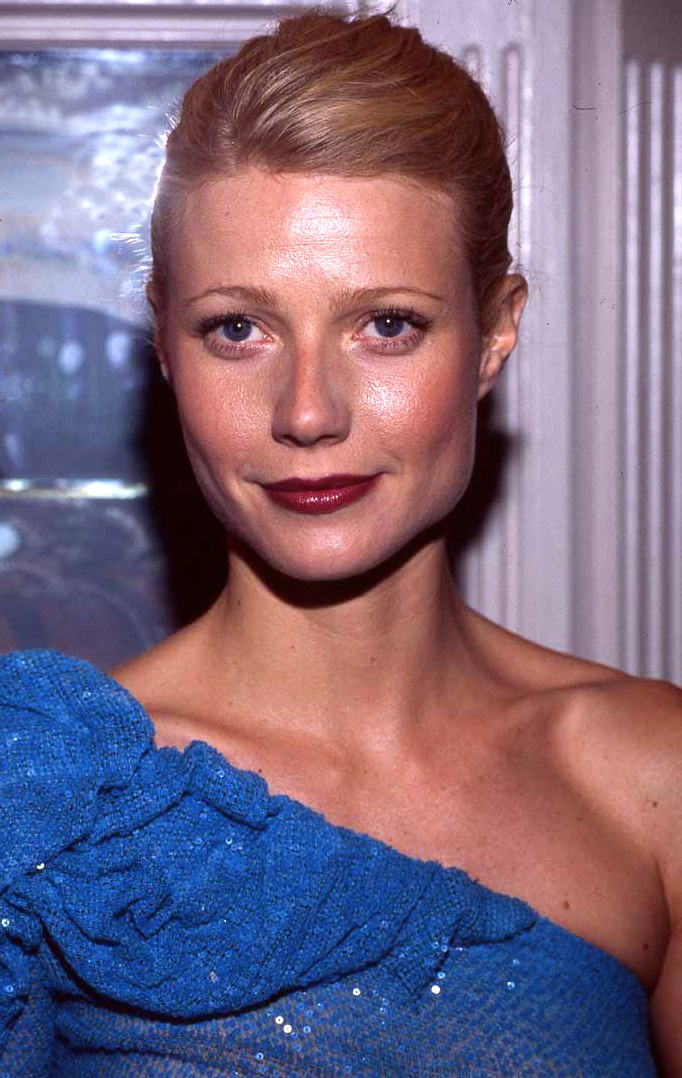
Mit dem Oscar und Golden Globe prämiert: Gwyneth Paltrow (2000)

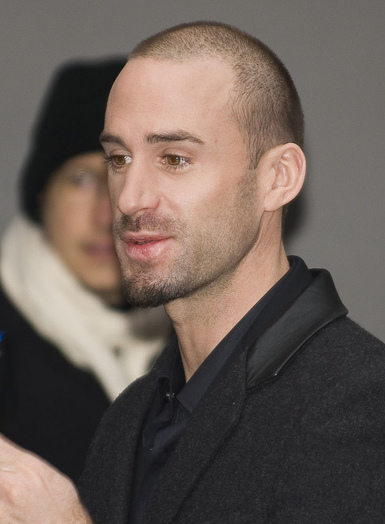
Mehrfach als Newcomer ausgezeichnet: Joseph Fiennes (2009)

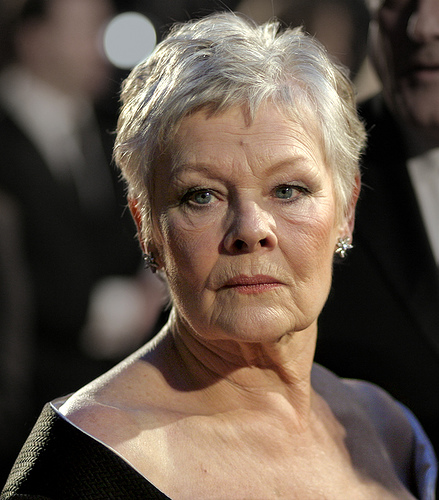
Oscar- und BAFTA-Preisträgerin Judi Dench (2007)

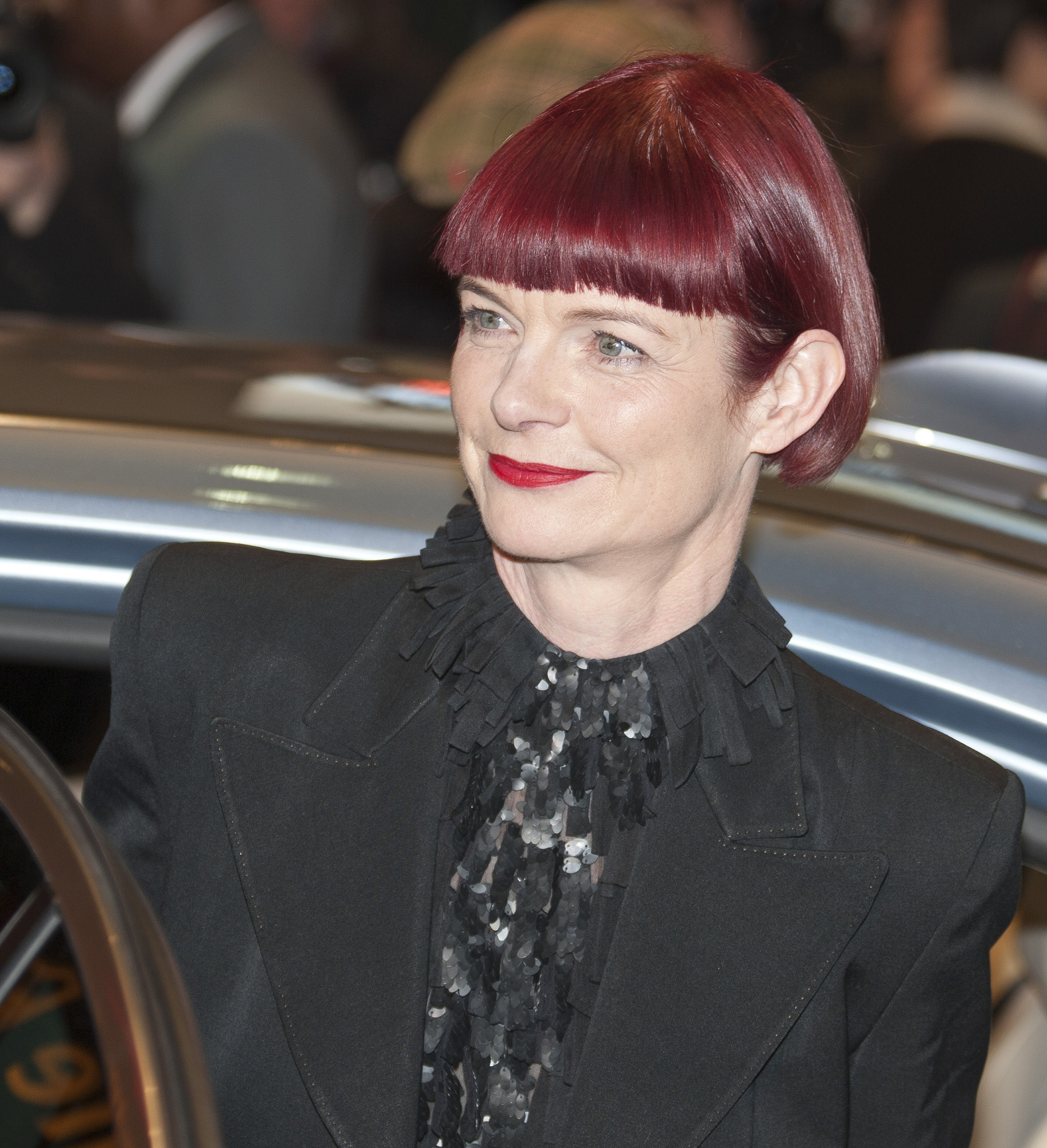
Ebenfalls Oscar-prämiert: Kostümdesignerin Sandy Powell (2011)

- Beste Hauptdarstellerin (Gwyneth Paltrow)
- Beste Nebendarstellerin (Judi Dench)
- Bestes Originaldrehbuch (Marc Norman, Tom Stoppard)
- Beste Filmmusik – Musical/Komödie (Stephen Warbeck)
- Bestes Kostümdesign (Sandy Powell)
- Bestes Szenenbild (Martin Childs, Jill Quertier)

Nominiert:
- Beste Regie (John Madden)
- Bester Nebendarsteller (Geoffrey Rush)
- Beste Kamera (Richard Greatrex)
- Bester Schnitt (David Gamble)
- Bester Ton (Robin O’Donoghue, Dominic Lester, Peter Glossop)
- Bestes Make-up (Lisa Westcott, Veronica McAleer)

Golden Globe Awards 1999
Gewonnen:
- Bester Film – Komödie oder Musical
- Beste Hauptdarstellerin – Komödie oder Musical (Gwyneth Paltrow)
- Bestes Filmdrehbuch (Marc Norman, Tom Stoppard)

Nominiert:
- Beste Regie (John Madden)
- Bester Nebendarsteller (Geoffrey Rush)
- Beste Nebendarstellerin (Judi Dench)

British Academy Film Awards 1999
Gewonnen:
- Bester Film
- Bester Nebendarsteller (Geoffrey Rush)
- Beste Nebendarstellerin (Judi Dench)
- Bester Schnitt (David Gamble)

Nominiert:
- Beste Regie (John Madden)
- Bester Hauptdarsteller (Joseph Fiennes)
- Beste Hauptdarstellerin (Gwyneth Paltrow)
- Bester Nebendarsteller (Tom Wilkinson)
- Bestes Originaldrehbuch (Marc Norman, Tom Stoppard)
- Beste Kamera (Richard Greatrex)
- Beste Filmmusik (Stephen Warbeck)
- Bester Ton (Peter Glossop, John Downer, Robin O’Donoghue, Dominic Lester)
- Beste Kostüme (Sandy Powell)
- Bestes Szenenbild (Martin Childs)
- Beste Maske (Lisa Westcott)

Internationale Filmfestspiele Berlin 1999
- Silberner Bär für eine außergewöhnliche künstlerische Einzelleistung (Tom Stoppard)
- Nominiert für den Goldenen Bären
- Nominiert für den Preis der Lesejury der Berliner Morgenpost

American Comedy Award
- Nominiert in der Kategorie Lustigster männlicher Nebendarsteller in einem Spielfilm (Ben Affleck)

Bodil
- Nominiert in der Kategorie Bester amerikanischer Film

Böhmischer Löwe
- Bester ausländischer Film

Boston Society of Film Critics
- Nominiert in der Kategorie Bestes Drehbuch (Marc Norman, Tom Stoppard)

Chicago Film Critics Association
- Vielversprechendster Darsteller (Joseph Fiennes)
- Bestes Drehbuch (Marc Norman, Tom Stoppard)
- Nominiert in der Kategorie Bester Film
- Nominiert in der Kategorie Beste Hauptdarstellerin (Gwyneth Paltrow)

Chlotrudis Award
- Nominiert in der Kategorie Beste Regie (John Madden)
- Nominiert in der Kategorie Bester Nebendarsteller (Geoffrey Rush)
- Nominiert in der Kategorie Beste Nebendarstellerin (Judi Dench)
- Nominiert in der Kategorie Bestes Originaldrehbuch (Marc Norman, Tom Stoppard)

Critics’ Choice Movie Award
- Beste Jungdarsteller (Joseph Fiennes)
- Bestes Drehbuch (Marc Norman, Tom Stoppard)
- Nominiert in der Kategorie Bester Film

David di Donatello
- Nominiert in der Kategorie Bester ausländischer Film

Directors Guild of America Award
- Nominiert in der Kategorie Beste Spielfilmregie (John Madden)

Empire Award
- Beste Darstellerin (Gwyneth Paltrow)

Evening Standard British Film Award
- Bestes Drehbuch (Tom Stoppard)

Screen Actors Guild Award
- Beste Hauptdarstellerin (Gwyneth Paltrow)
- Bestes Schauspielensemble
- Nominiert in der Kategorie Bester Hauptdarsteller (Joseph Fiennes)
- Nominiert in der Kategorie Bester Nebendarsteller (Geoffrey Rush)
- Nominiert in der Kategorie Beste Nebendarstellerin (Judi Dench)

Grammy Awards
- Nominiert in der Kategorie Beste Instrumentalkomposition (Stephen Warbeck)

Jupiter
- Beste Darstellerin international (Gwyneth Paltrow)

Kansas City Film Critics Circle Award
- Beste Hauptdarstellerin (Gwyneth Paltrow)
- Beste Nebendarstellerin (Judi Dench)

Los Angeles Film Critics Association Award
- Bestes Drehbuch (Marc Norman, Tom Stoppard)

MTV Movie Awards
- Bester Filmkuss (Joseph Fiennes, Gwyneth Paltrow)
- Nominiert in der Kategorie Bester Film
- Nominiert in der Kategorie Beste Schauspielerin (Gwyneth Paltrow)
- Nominiert in der Kategorie Bester Newcomer (Joseph Fiennes)

National Society of Film Critics Award
- Beste Nebendarstellerin (Judi Dench)
- Nominiert in der Kategorie Bestes Drehbuch (Marc Norman, Tom Stoppard)

New York Film Critics Circle Award
- Bestes Drehbuch (Marc Norman, Tom Stoppard)
- Nominiert in der Kategorie Beste Nebendarstellerin (Judi Dench)

Online Film Critics Society Award
- Top Ten Filme (Platz 5)
- Nominiert in der Kategorie Beste Hauptdarstellerin (Gwyneth Paltrow)
- Nominiert in der Kategorie Bestes Originaldrehbuch (Marc Norman, Tom Stoppard)

Satellite Award
- Bester Film – Komödie/Musical
- Nominiert in der Kategorie Beste Hauptdarstellerin (Gwyneth Paltrow)
- Nominiert in der Kategorie Bester Nebendarsteller (Geoffrey Rush)
- Nominiert in der Kategorie Bestes Originaldrehbuch (Marc Norman, Tom Stoppard)
- Nominiert in der Kategorie Beste Kamera (Richard Greatrex)
- Nominiert in der Kategorie Bester Filmschnitt (David Gamble)
- Nominiert in der Kategorie Bestes Kostümdesign (Sandy Powell)
- Nominiert in der Kategorie Bestes Szenenbild (Martin Childs)

Teen Choice Award
- Nominiert in der Kategorie Film – Choice Comedy
- Nominiert in der Kategorie Film – Sexiest Love Scene (Joseph Fiennes, Gwyneth Paltrow)

Writers Guild of America Award
- Bestes Originaldrehbuch (Marc Norman, Tom Stoppard)

## Deutsche Fassung
Die deutsche Synchronfassung entstand bei der Interopa Film in Berlin. Das Dialogbuch schrieb Theodor Dopheide, die Dialogregie führte Marianne Groß.
| Rolle                 | Darsteller          | Synchronsprecher         |
| --------------------- | ------------------- | ------------------------ |
| Viola De Lesseps      | Gwyneth Paltrow     | Katrin Fröhlich          |
| William Shakespeare   | Joseph Fiennes      | Frank Schaff             |
| Philip Henslowe       | Geoffrey Rush       | Lutz Mackensy            |
| Lord Wessex           | Colin Firth         | Stefan Fredrich          |
| Ned Alleyn            | Ben Affleck         | Johannes Berenz          |
| Königin Elizabeth     | Judi Dench          | Gisela Fritsch           |
| Edmund Tilney         | Simon Callow        | Jürgen Thormann          |
| Ralph Bashford        | Jim Carter          | Engelbert von Nordhausen |
| Richard Burbage       | Martin Clunes       | Jürgen Kluckert          |
| Dr. Moth              | Antony Sher         | Bodo Wolf                |
| Amme                  | Imelda Staunton     | Margot Rothweiler        |
| Hugh Fennyman         | Tom Wilkinson       | Lutz Riedel              |
| Wabash                | Mark Williams       | Stefan Gossler           |
| Sam Gosse             | Daniel Brocklebank  | Gerrit Schmidt-Foß       |
| Will Kempe            | Patrick Barlow      | Stefan Staudinger        |
| John Webster          | Joe Roberts         | Robert Stadlober         |
| Christopher Marlowe   | Rupert Everett      | Benjamin Völz            |
| Rosaline              | Sandra Reinton      | Diana Borgwardt          |
| Sir Robert de Lesseps | Nicholas Le Prevost | Rüdiger Evers            |
| Lady de Lesseps       | Jill Baker          | Marianne Groß            |
| Prediger Makepeace    | Steven Beard        | Michael Narloch          |
| Master Plum           | Robin Davies        | Eberhard Prüter          |